# 묘켄구치역
묘켄구치역(일본어: 妙見口駅, みょうけんぐちえき)은 일본 오사카부 도요노군 도요노정에 있는 노세 전철 묘켄 선의 역이다. 역 번호는 NS14이다.

## 개요
묘켄 선의 종착역으로, 오사카 부 내에서 최북단에 위치한 역이다.
역명의 거리인 묘켄 산의 관문으로, 노세 묘켄도 참배객을 중심으로 묘켄노모리 케이블과 리프트를 갈아타 산 위로 가는 이용 고객이 많다.

## 역사
개통 시에는 "묘켄 역"을 자칭하고 있었지만, 노세 묘켄도까지 거리가 있기 때문에 현재의 "묘켄구치 역"으로 변경되었다. 또한, 승강장은 1면 1선밖에 없었다.
- 1923년 11월 3일: 노세 전기궤도의 묘켄역으로 영업 개시.
- 1956년 9월 15일: 역사 개축.
- 1965년
  - 4월 1일: 노세묘켄구치역으로 역명 변경.
  - 7월 1일: 묘켄구치역으로 역명 변경.
- 1966년 12월 25일: 승강장을 3량 편성분으로 연장.
- 1978년 10월 1일: 회사명 변경으로 노세 전철 역이 됨.
- 1983년 8월 31일: 역의 개량 공사 실시.
- 2017년 4월 13일: 통상의 벨에 맞추어 발차 멜로디 사용 개시.

## 역 구조
두단식 승강장 2면 2선의 구조에서 유효 길이는 각 승강장이 4량 편성분이다. 개찰구 등 모든 시설이 동일 평면상에 있다.
대부분의 열차는 1번 선에서 발차한다. 1번 선에만 양쪽에 승강장이 끼어 있으며 1번 선 승강장의 반대쪽의 승강장을 하차 전용으로 하지만 기본적으로 사용되지 않는다.
2번 선 밖에는 각 승강장과 같은 길이의 유치선이 있고, 보선용 차량이 유치되는 경우가 많다.

### 승강장
| 1・2 | ■ 묘켄 선 | 야마시타・닛세이추오・가와니시노세구치 방면 |

## 역 주변
- 묘켄노모리 케이블 구로카와역 - 도보로 약 20분, 버스로 약 5분.
- 사쿠라야 경편 철도 - 도보로 약 10분.
- 요시카와 공민관
- 요시카와 하치만 신사 - 도보로 약 10분.
- 도요노 정립 요시카와 초등학교
- 사이호지
- 국도 제477호선

## 인접역
| 노세 전철 ■ 묘켄 선         | 노세 전철 ■ 묘켄 선 | 노세 전철 ■ 묘켄 선 |
| --------------------------- | ------------------- | ------------------- |
| NS13 도키와다이 우메다 방면 | ■ 보통              | 시·종착역           |